# Baby Show
Baby Show (conosciuto anche come Baby Records Show) è stato un programma televisivo italiano, andato in onda per tre edizioni su Junior TV, dal 14 settembre 1987 fino al 1994, dal lunedì al venerdì tra le ore 17:00 e le ore 18:00.
La sua sigla di apertura e chiusura, dal titolo "Rosvita (Per colpa di Teddy)" fu incisa dalla Baby Band, ensemble composto in realtà dai doppiatori dei cartoni animati Raffaele Farina, Mario Scarabelli e Giancarlo Sessa.

## Il programma
La trasmissione, studiata per bambini e ragazzi, era un contenitore che, oltre ai cartoni animati, proponeva giochi e rubriche di vario genere, analogamente a programmi simili quali Bim bum bam e Ciao Ciao.
In onda sulle emittenti del circuito Junior TV, che copriva circa l'ottanta per cento del territorio nazionale, fu fortemente voluto dalla casa discografica Baby Records, anche come veicolo di promozione dei propri artisti.

## Edizioni

### Prima
Baby Show proponeva una serie di cartoni animati, giochi, quiz e rubriche quotidiane condotte da Jocelyn Hattab, coadiuvato da alcuni personaggi animati della Staff Baby Records realizzati da Guido Manuli:
- La posta degli amici, Junior risponde alle lettere e alle telefonate dei telespettatori;
- W il professore, dove veniva scelto il professore più simpatico;
- Deejay game;
- Indovina la parola;
- Barzellettissima, raccontata dal cinesino Cin Ciao Lin;
- Il telegiornale, curato dal gufetto Otto Gufen;
- L'oroscopo-baby;
- Il piccolo show di Pacco e Burger, due personaggi animati che vestivano e parlavano in stile paninaro;
- Minipops, in cui il gruppo di giovanissimi ragazzi inglesi dai 6 ai 12 anni si esibivano in imitazioni di cantanti famosi;
- Con noi lo puoi fare, rubrica in cui i bambini potevano incontrare il loro idolo preferito (un cantante o un calciatore);
- Un cucciolo da salvare, che proponeva ogni settimana la possibilità di adottare un cucciolo abbandonato, anche grazie al concorso presente sul Corriere dei piccoli, abbinato alla trasmissione.

Babyno (il bebè con il cilindro che non è altri che il simbolo della label discografica Baby Records) e Babyna (che in questa edizione veniva chiamata Clamsy), oltre ad essere le mascotte del programma i cui pupazzi sono stati realizzati dalla Italo Cremona, animavano lo spazio dedicato alla selezione di un disco pop scelto in base alle richieste del giovane pubblico.

### Successive
La trasmissione fu ripresa a quattro anni di distanza dalla prima edizione, a partire da lunedì 7 dicembre 1992, per un totale di 150 puntate, e per una terza ed ultima edizione, che andò in onda nella stagione televisiva 1993-1994, in cui la puntata era divisa in due blocchi distinti.
Alle mascotte di tale edizione se ne aggiunsero altre, tra cui il coniglietto Junior che in seguito divenne quella ufficiale del circuito Junior TV dal 1993 fino alla sua trasformazione in JTV e, per l'edizione 1992-1993, il personaggio di Skizzo, che aveva fatto già la sua comparsa sulla facciata B della copertina del 45 giri Veramente amore, sigla dell'edizione di Domenica in 1979-1980, e che animava una rubrica incentrata sul galateo, e nuovamente Otto Gufen che gestiva la rubrica Immagini dal mondo.